# Gladicosa
Genre
Gladicosa est un genre d'araignées aranéomorphes de la famille des Lycosidae.

## Distribution
Les espèces de ce genre se rencontrent aux États-Unis et au Canada.

## Liste des espèces
Selon World Spider Catalog (version 17.0, 06/04/2016) :
- Gladicosa bellamyi (Gertsch & Wallace, 1937)
- Gladicosa euepigynata (Montgomery, 1904)
- Gladicosa gulosa (Walckenaer, 1837)
- Gladicosa huberti (Chamberlin, 1924)
- Gladicosa pulchra (Keyserling, 1877)

## Publication originale
- (en) Brady, 1987 : Nearctic species of the new wolf spider genus Gladicosa (Araneae: Lycosidae). Psyche, vol. 93, p. 285-319 (texte intégral).